# Ringu Tulku Rinpoche

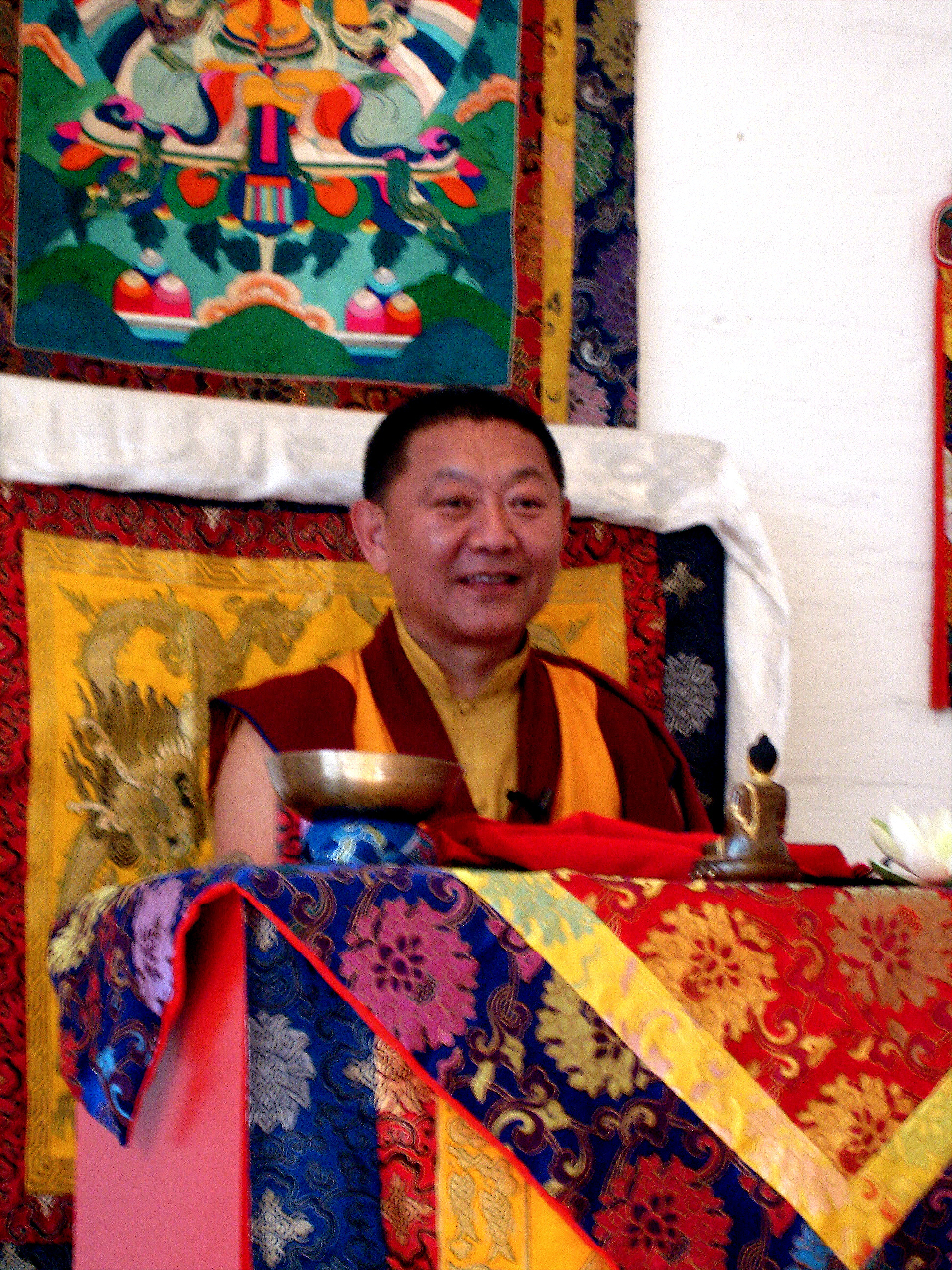
Ringu Tulku Rinpoche

Ringu Tulku Rinpoche é um mestre da escola Kagyu do budismo tibetano.

## Biografia
Nasceu em 1952 em Kham (Tibete). Na sequência da invasão chinesa, a sua família deixa o país e refugia-se na Índia, ao mesmo tempo que o Dalai Lama. Aos cinco anos, é reconhecido como a reencarnação do abade do mosteiro de Rigul no Tibete. Obteve o diploma de Acharya da Universidade de Varanasi e Sua Santidade o 16º Gyalwa Karmapa conferiu-lhe o título de Khenpo.
Doutorado em filosofia budista, grande erudita, os seus principais mestres foram o 16º Karmapa e Dilgo Khyentse Rinpoche, mas estudou ainda sob a direcção de muitos outros das quatro escolas do budismo.  Além disso recebeu uma educação ocidental durante vários anos. É o fundador dos centros Bodhicharya, presentes em muitos países, incluindo em Portugal onde existem centros no Porto e no Algarve. Ringu Rinpoche preside à Fundação Karmapa e é o representante de Sua Santidade o 17º Karmapa na Europa.
Ringu Rinpoche viaja muitos meses por ano como convidado para ensinar em centros budistas de todo o mundo. Publicou muitos livros, entre os quais comentários aos textos fundadores da tradição Kagyu e um estudo sobre a filosofia Rimed (não sectária) do Budismo tibetano.
Atualmente desloca-se a Portugal todos os anos para a reunião anual da Sangha Bodhicharya.